# Taux d'intérêt nominal
Le taux d'intérêt nominal est le taux d'intérêt qui est défini au moment de la création d’un emprunt (pour l’emprunteur) ou d'un prêt (pour le créancier) ; ce taux est inscrit dans le contrat qui lie les deux opérateurs, il peut être soit constant dans le temps, soit variable (par exemple, sa définition mathématique peut inclure le niveau d’un taux directeur).
Par convention, un taux d'intérêt nominal est annuel.
Le taux d'intérêt réel de l’emprunt est le taux nominal corrigé des effets de l’inflation et du niveau de risque (prime de risque), si bien que :
Taux d'intérêt réel = Taux d'intérêt nominal - Inflation
Aussi, lorsque le taux d'inflation est faible et le risque négligeable, les deux taux d'intérêt sont peu différents. Il est même possible d'avoir des taux d’intérêt nominaux positifs mais des taux d’intérêts réels négatifs si l’inflation est plus élevée que les taux d’intérêt nominaux.